# Folsomides cumbrosus
Folsomides cumbrosus är en urinsektsart som beskrevs av Fjellberg 1993. Folsomides cumbrosus ingår i släktet Folsomides och familjen Isotomidae. Inga underarter finns listade i Catalogue of Life.